# Gewichthochwurf

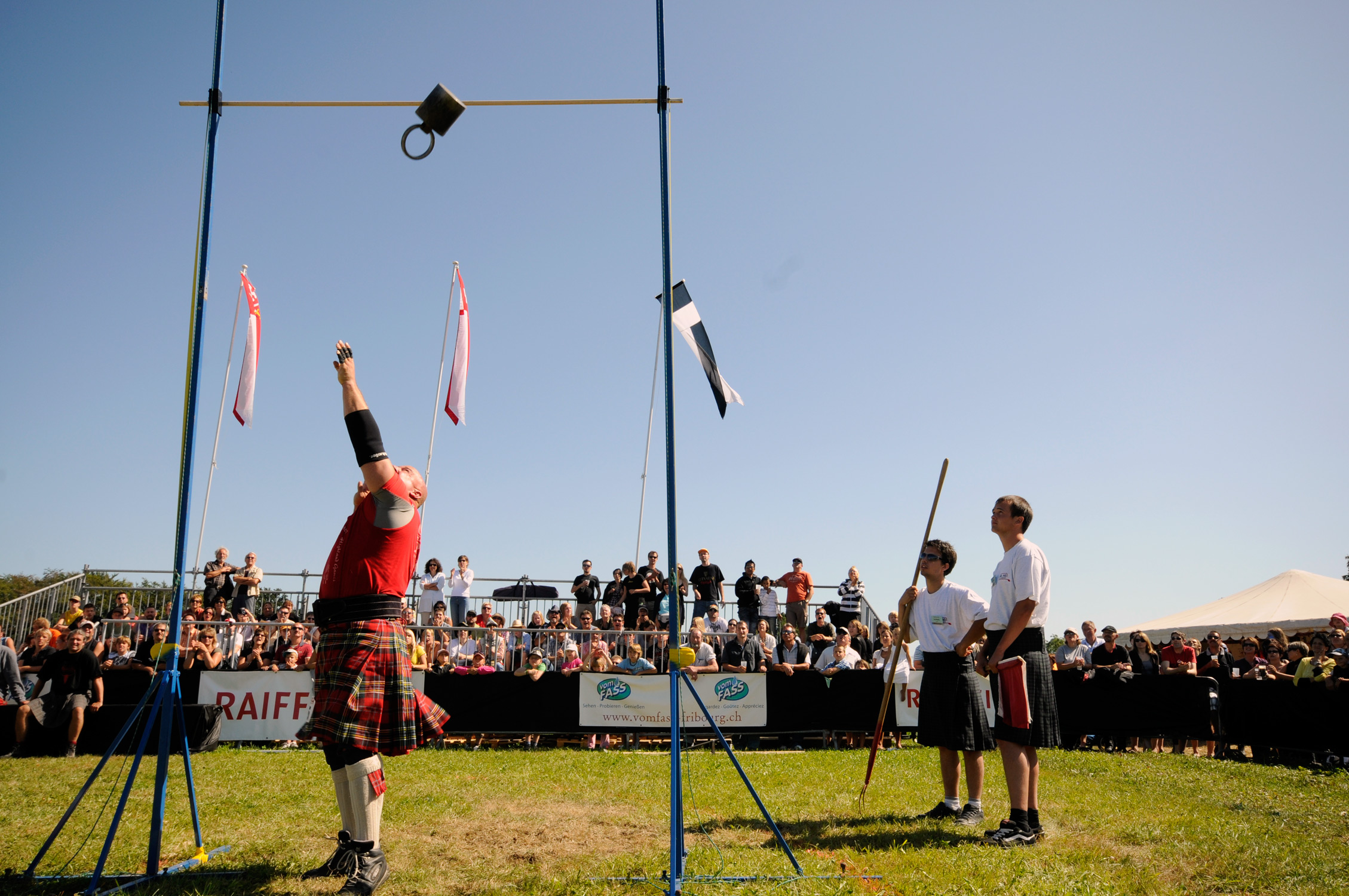
Highland Games Schweizer Meisterschaften 2009 – Anthony Lordi

Der Gewichthochwurf (englisch: weight over the bar oder weight for height) ist eine traditionelle schottische Sportart. Diese Disziplin ist fester Bestandteil der Heavy Events anlässlich der Highland Games.
Das Gewicht muss mit nur einer Hand über eine Messlatte katapultiert werden. Die Höhe der Messlatte bestimmen die Sportler individuell. Bleibt der Sportler nach drei Versuchen erfolglos, scheidet er aus dem Wettkampf aus. Falls mehrere Athleten an derselben Höhe scheitern, gewinnt derjenige mit den wenigsten Fehlversuchen.
Gemäß Reglement der International Highland Games Federation (I.H.G.F.) werfen die Männer an den Heavy Events der Highland Games mit einem Gewicht von 25,4 kg (56 pounds) und die Frauen mit einem Gewicht von 12,7 kg (28 pounds). Zu anderen Anlässen werden auch leichtere Gewichte verwendet (42 lb).
Das sphärische oder rechteckige Wurfgerät besteht aus Metall und hat einen Handgriff (dreieckig, rund oder in D-Form). Die Höhe des Wurfgerätes einschließlich Handgriff darf nicht mehr als 45,72 cm (18 inches) betragen.
Zum Werfen nimmt der Athlet das Gewicht mit einer Hand auf und schwingt es zwischen den Beinen, um es anschließend mit Schwung nach oben über die vorgegebene Höhe zu werfen. Zweihändiges Schwingen ist nicht erlaubt.

## Rekorde
| Jahr | Gewicht | Höhe   | Ort           | Name         | Nationalität |
| ---- | ------- | ------ | ------------- | ------------ | ------------ |
| 1998 | 25,4 kg | 4,67 m | Oulu, Finland | Wout Zylstra | Holland      |

| Jahr | Gewicht | Höhe   | Ort     | Name         | Nationalität |
| ---- | ------- | ------ | ------- | ------------ | ------------ |
| 2002 | 25,4 kg | 4,80 m | Holland | Wout Zylstra | Holland      |

| Jahr | Gewicht | Höhe   | Ort                   | Name                      | Nationalität |
| ---- | ------- | ------ | --------------------- | ------------------------- | ------------ |
| 2012 | 25,4 kg | 4,30 m | St. Ursen FR, Schweiz | Gerry Rubin               | Schweiz      |
| 2007 | 12,7 kg | 3,90 m | St. Ursen FR, Schweiz | Irène Stritt-Lustenberger | Schweiz      |